# Wedani
Wedani is een bestuurslaag in het regentschap Gresik van de provincie Oost-Java, Indonesië. Wedani telt 3567 inwoners (volkstelling 2010).